# Android Marshmallow
Android 6.0 Marshmallow je verze operačního systému Android pro mobilní telefony vydávaným společností Google.
Vývojáři se zaměřili na vylepšení oceněných faktorů v předchozí verzi. Byl přidán prvek rozpoznávání otisků prstů a dále také připojení přes USB-C.

## Představení
Tento OS byl představen 28. května 2015 na Google I/O a oficiálně byl vydán 5. října 2015.
Aktualizace na verzi 6.0.1 vyšla 8. prosince 2015.

## Novinky
Některé nové funkce
- Design
- Delší výdrž na baterii
- Vyšší výkon
- Vyšší bezpečnost

## Oficiální seznam zařízení podporující aktualizaci

### Google
- Nexus 5 (říjen 2015)
- Nexus 6 (říjen 2015)
- Nexus 7 (2013) (říjen 2015)
- Nexus 9 (říjen 2015)

### HTC
- One M9 (prosince 2015)
- One (M8) (prosinec 2015)
- One M9+
- One E9+
- One E9
- One ME
- One E8 (březen 2016)
- One M8 EYE (březen 2016)
- Butterfly 3
- Desire 826
- Desire 820
- Desire 816
- Desire EYE

### LG
- LG G4 (říjen 2015)
- LG G3 (březen 2016)

### ASUS
- Asus PadFone S (PF500KL)
- Asus ZenFone 2 (ZE550ML/ZE551ML)
- Asus ZenFone 2 Deluxe / Special Edition (ZE551ML)
- Asus ZenFone 2 Laser (ZE500KG/ZE500KL/ZE550KL/ZE600KL/ZE601KL)
- Asus ZenFone Selfie(ZD551KL)
- Asus ZenFone Max (ZC550KL)
- Asus ZenFone Zoom (ZX551ML)

### Samsung
- Galaxy S7
- Galaxy Note 5
- Galaxy S6 edge+
- Galaxy S6
- Galaxy S6 edge
- Galaxy Note 4
- Galaxy Note Edge
- Galaxy S5
- Galaxy S5 Mini
- Galaxy S5 Neo
- Galaxy Alpha
- Galaxy Tab S 10.5
- Galaxy Tab S 8.4
- Galaxy Tab S2 8.0
- Galaxy Tab S2 9.7

- Galaxy A8 (čeká na schválení)
- Galaxy A7 (čeká na schválení)
- Galaxy A5 (2016)
- Galaxy A3 (2016)
- Galaxy E7 (čeká na schválení)
- Galaxy E5 (čeká na schválení)
- Galaxy J5 (září 2016)
- Galaxy J5 2016
- Galaxy J7 2016

### Sony
- Xperia Z5 Preimum (březen 2016)
- Xperia Z5 (březen 2016)
- Xperia Z5 Compact (březen 2016)
- Xperia Z4 Tablet (březen 2016)
- Xperia Z3+ (březen 2016)
- Xperia Z3
- Xperia Z3 Compact
- Xperia Z3 Tablet Compact
- Xperia Z2
- Xperia Z2 Tablet
- Xperia M5
- Xperia C5 Ultra
- Xperia M4 Aqua
- Xperia C4

### Lenovo
- Lenovo A7000-a

### Huawei
- Y6 2017